# Système Valée
 (mai 2024).
La mise en forme du texte ne suit pas les recommandations de Wikipédia : il faut le « wikifier ».
Les points d'amélioration suivants sont les cas les plus fréquents :
- Les titres sont pré-formatés par le logiciel. Ils ne sont ni en capitales, ni en gras.
- Le texte ne doit pas être écrit en capitales (les noms de famille non plus), ni en gras, ni en italique, ni en « petit »…
- Le gras n'est utilisé que pour surligner le titre de l'article dans l'introduction, une seule fois.
- L'italique est rarement utilisé : mots en langue étrangère, titres d'œuvres, noms de bateaux, etc.
- Les citations ne sont pas en italique mais en corps de texte normal. Elles sont entourées par des guillemets français : « et ».
- Les listes à puces sont à éviter, des paragraphes rédigés étant largement préférés. Les tableaux sont à réserver à la présentation de données structurées (résultats, etc.).
- Les appels de note de bas de page (petits chiffres en exposant, introduits par l'outil «  Source ») sont à placer entre la fin de phrase et le point final[comme ça].
- Les liens internes (vers d'autres articles de Wikipédia) sont à choisir avec parcimonie. Créez des liens vers des articles approfondissant le sujet. Les termes génériques sans rapport avec le sujet sont à éviter, ainsi que les répétitions de liens vers un même terme.
- Les liens externes sont à placer uniquement dans une section « Liens externes », à la fin de l'article. Ces liens sont à choisir avec parcimonie suivant les règles définies. Si un lien sert de source à l'article, son insertion dans le texte est à faire par les notes de bas de page.
- La présentation des références doit suivre les conventions bibliographiques. Il est recommandé d'utiliser les modèles {{Ouvrage}}, {{Chapitre}}, {{Article}}, {{Lien web}} et/ou {{Bibliographie}}. Le mode d'édition visuel peut mettre en forme automatiquement les références.
- Insérer une infobox (cadre d'informations à droite) n'est pas obligatoire pour parachever la mise en page.

Pour une aide détaillée, merci de consulter Aide:Wikification.
Si vous pensez que ces points ont été résolus, vous pouvez retirer ce bandeau et améliorer la mise en forme d'un autre article.

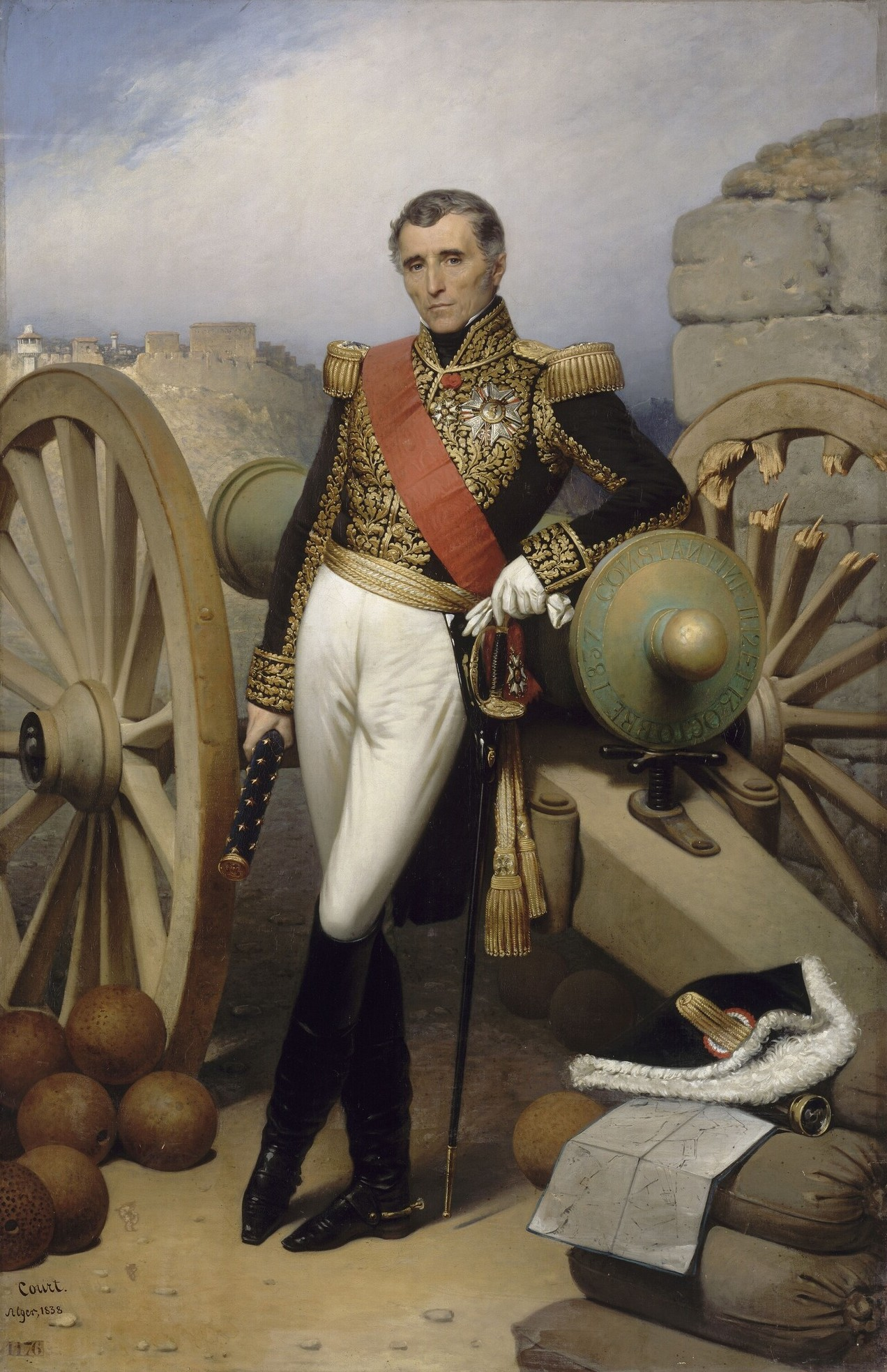
Le « système Gribeauval » fut amélioré par Sylvain-Charles, comte Valée de 1821 à 1831, pour être utilisé sous le nom de « système Valée » jusqu'à la guerre de Crimée (1853-1856) et la guerre d'Italie à partir duquel il est remplace par le système Lahitte.

Le système Valée était un système d'artillerie développé entre 1825 et 1831 par l'officier d'artillerie français Sylvain Charles Valée, et officiellement adopté par l'armée française à partir de 1828 et constitua la norme pour l'artillerie française jusqu'au milieu du XIXe siècle et les guerres du Second Empire .

## Caractéristiques

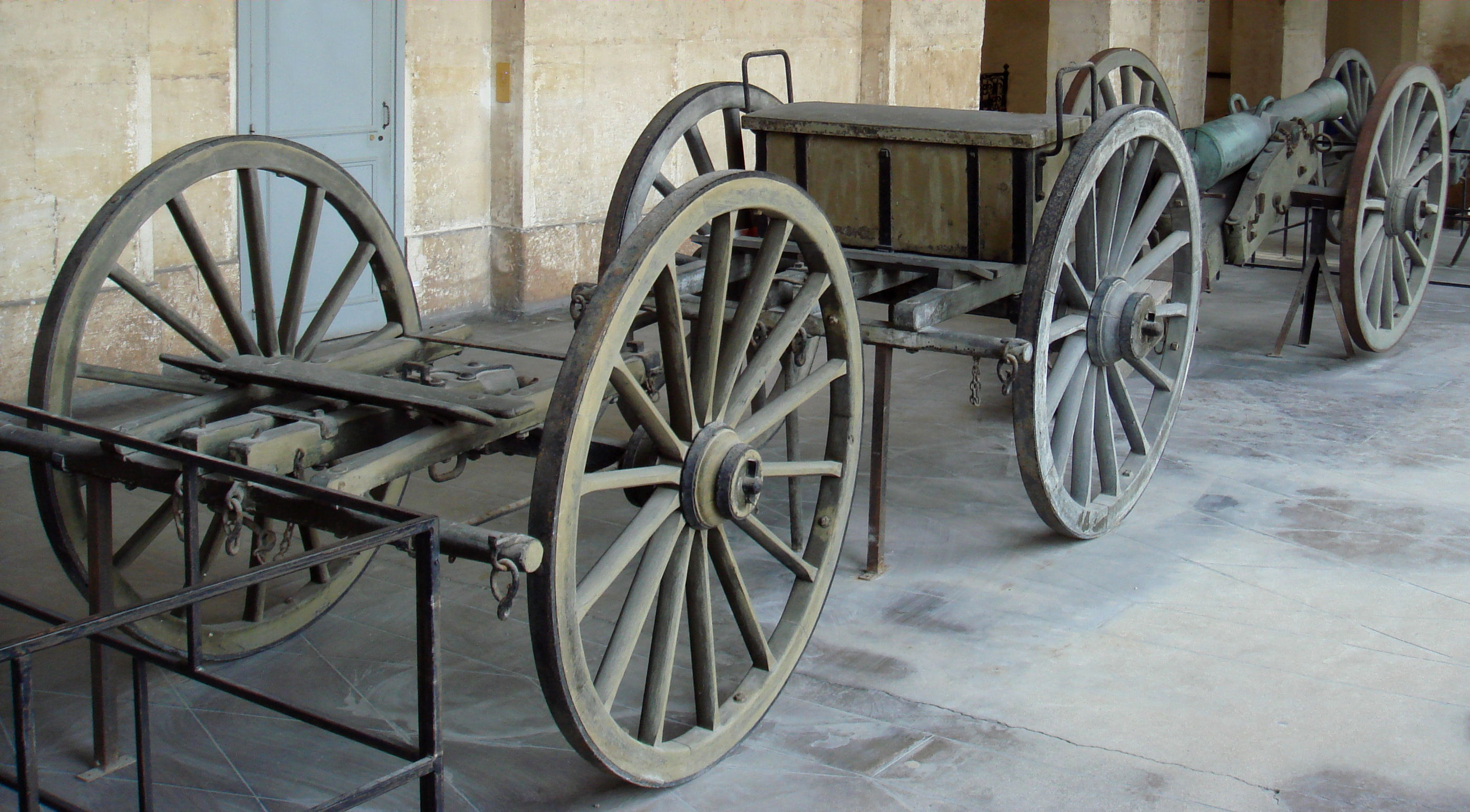
Train d'artillerie Valée pour canon de 12.

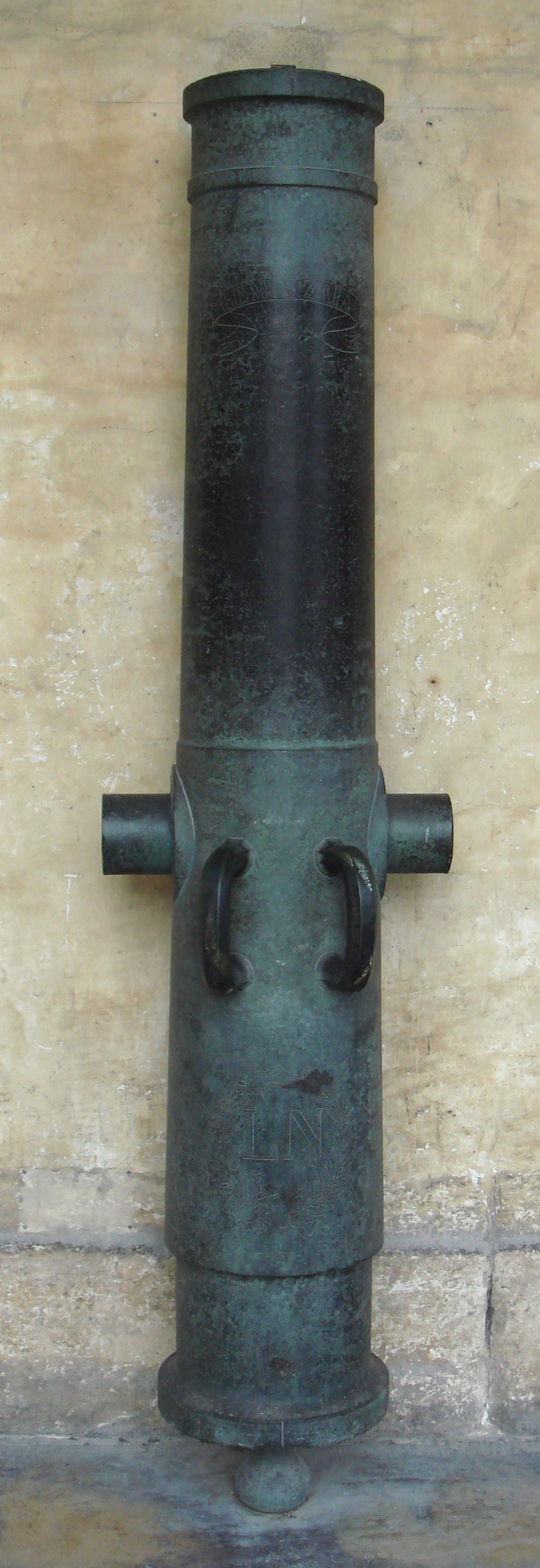
Obusier de 15 cm Valée, modèle 1828, fondé en 1852 à Douai. Calibre : 151 mm. Longueur : 1,71 m. Poids : 587 kg. Munitions : obus dans sabot, 7,7 kg.

Le système Valée a surtout consisté à améliorer le système Gribeauval et sa modification du système An XI de Napoléon Ier. L'amélioration a porté sur la mobilité du train d'artillerie et la simplification de la maintenance en standardisant l'utilisation des souples et la taille des roues, et en réduisant le nombre de types de wagons à deux. Cela permettait également aux canonniers de pouvoir s'asseoir sur les coffres à munitions de la batterie elle-même pendant le transport, permettant à l'ensemble du train d'artillerie de se déplacer aussi vite que l'infanterie ou la cavalerie.
Valée a également légèrement amélioré les armes elles-mêmes, en les rendant plus légères et avec une portée plus longue.
Le système complet Valée comprenait des canons de siège de 24 et 16 livres (livres françaises) et des canons de campagne de 12 et 8 livres. Il comprenait également des obusiers de campagne de 24 livres et 6 pouces (obusier de 15 cm) et un obusier de siège de 8 pouces. Les pièces d'artillerie de montagne étaient de calibre 12 livres. Les mortiers étaient de 12, 10 et 8 pouces, avec un mortier de pierre de 15 pouces.

## Déploiement

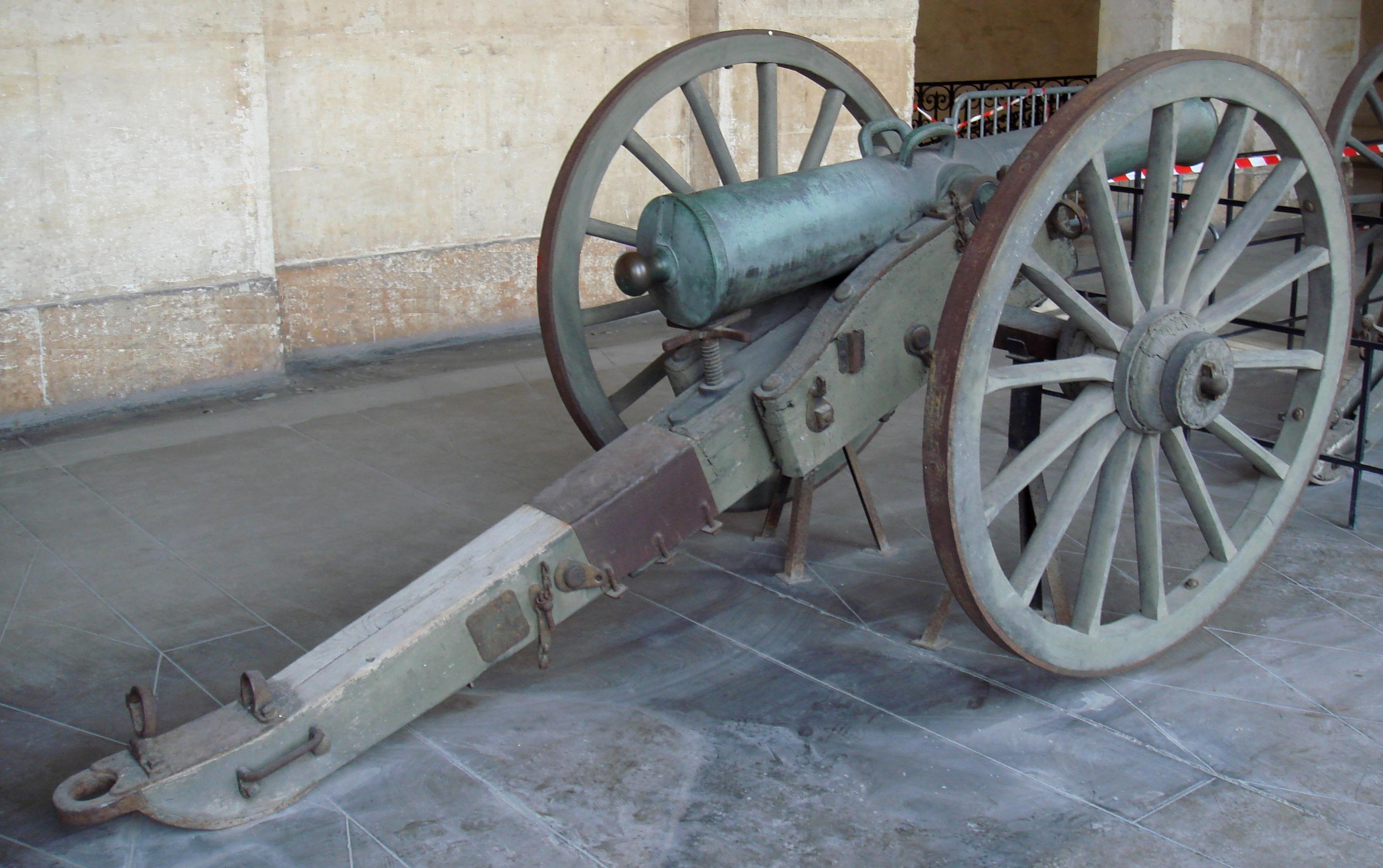
Canon de 12 Valée avec calèche, 1854.

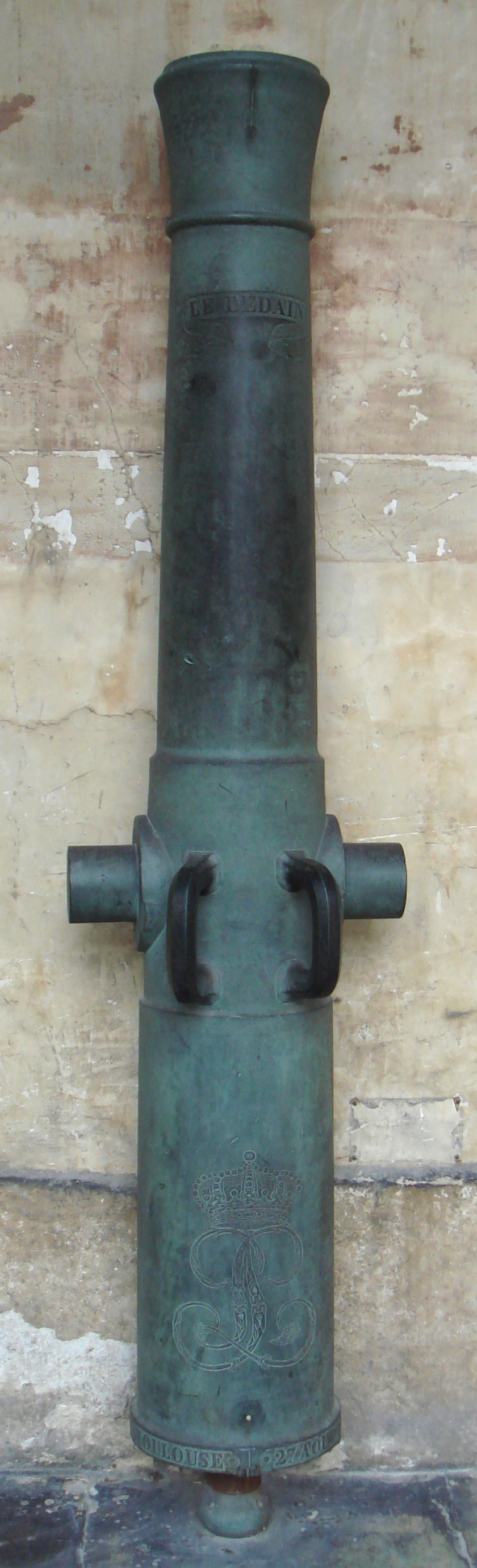
Canon de 8 Valée Le Dédain, modèle 1764 modifié 1828, fondé à Strasbourg en 1847. Calibre : 106 mm. Longueur : 1,84 m. Poids : 590 kg. Munitions : boulet de 5,3 kg avec cartouche.

L'artillerie française sera réorganisée selon le système de la Valée en 1827. Il sera utilisé lors de la prise d'Alger (1830) et de la chute de Constantine (1837), ainsi que pendant la guerre de Crimée (1853-1856).
Une version américaine du système Valee a également été développée; appelée notamment flying artillery. Certaines pièces sont visibles à la Concord Battery, à Concord (Massachusetts).
Une nouvelle génération d'armes va émerger dans les obusiers à canon à obus, avec l'invention du canon à obus naval par Paixhans en 1823, et l'introduction du canon obusier de 12 en 1853 par l'armée française, qui rendra le système Valée obsolète.Les progrès techniques réalisées au cours des premières décennies du XIXe siècle vont aboutir à développer de nouveaux canons rayés (système Lahitte) et chargement par la culasse (système de Reyffe, Lahitolle et De Bange).

## Remarques
- (en) Cet article est partiellement ou en totalité issu de l’article de Wikipédia en anglais intitulé « Valée system » (voir la liste des auteurs).

1. 1 2 3 4 5  Elements of Military Art and History, Nicolas Édouard Delabarre-Duparcq, p.146-147
2. ↑   Napoleon's Artillery Legacies: France, 1815-1914 - Page 69 by Kenneth N. Jassie

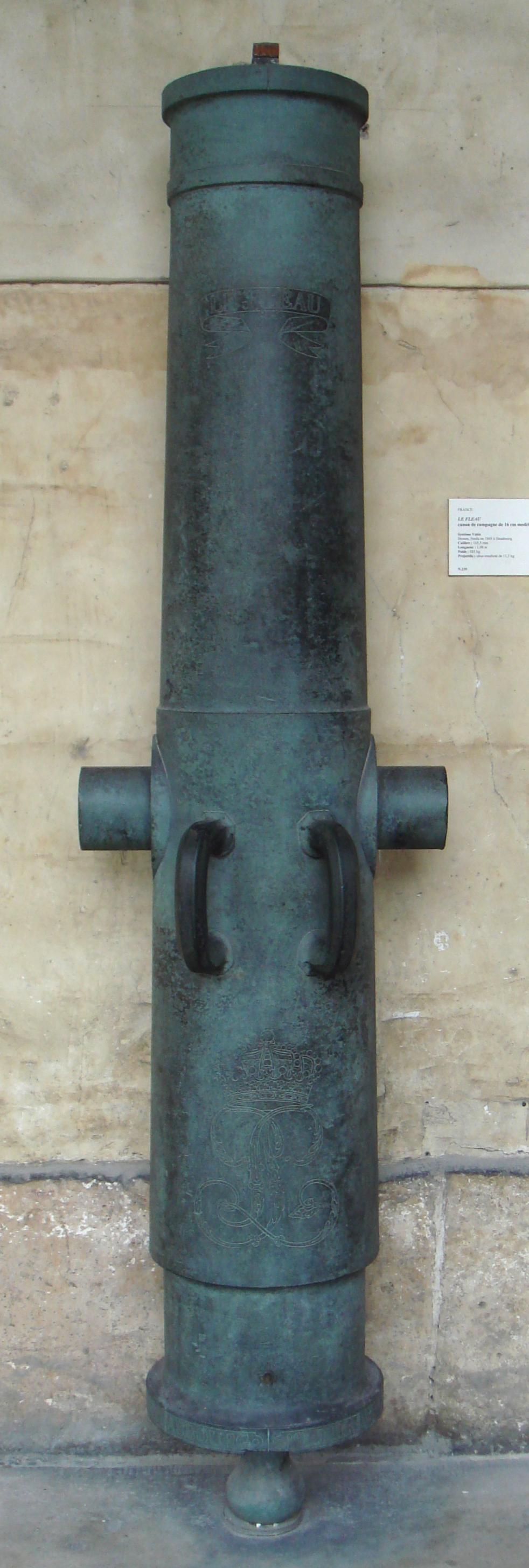
Canon de campagne du 16 cm Valée,Le Fleau, artillerie de campagne, modèle 1828, bronze, fondée à Strasbourg en 1845. Calibre : 165,5 mm. Longueur : 1,88 m. Poids : 885 kg. Munitions : 11,3 kg d'obus avec sabot.
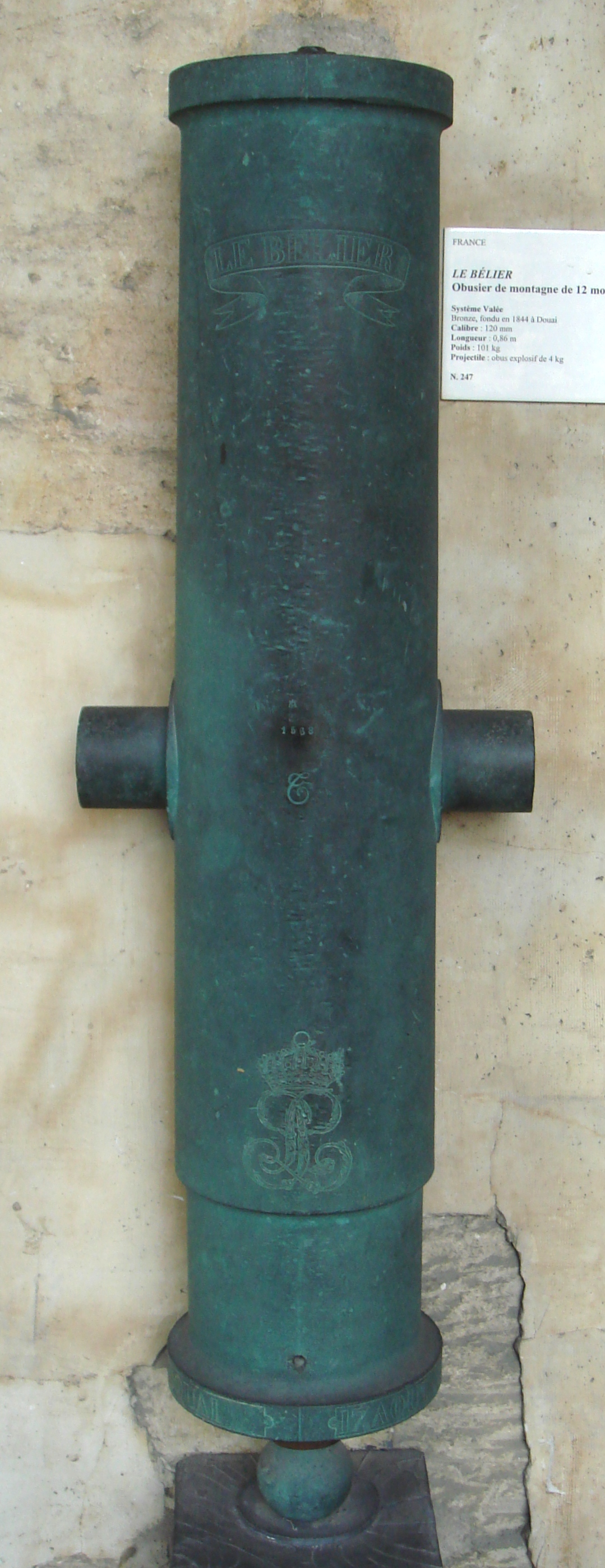
Obusier de 12 cm Valée,Le Bélier, artillerie de montagne, modèle 1828, bronze, fondée à Douai en 1844. Calibre : 120 mm. Longueur : 0,86 m. Poids : 101 kg. Munitions : 4 kg de coque.